# 大阪産業大学の人物一覧
大阪産業大学の人物一覧（おおさかさんぎょうだいがくのじんぶついちらん）は、大阪産業大学に関係する人物の一覧記事。

## 主な出身者

### 芸能
- 桂文珍 - 落語家
- 笑福亭鶴志 - 落語家
- 7代目笑福亭松喬 - 落語家
- 笑福亭喬若 - 落語家
- 笑福亭希光 - 落語家
- 林家菊丸 - 落語家
- 浅田晴香 - 女優
- 濱根隆 - お笑いタレント
- 吉田裕 - お笑いタレント
- 小多田直樹 - 舞台俳優
- 平田健太 - 舞台芸人、吉本新喜劇座員

### スポーツ
- 内田好治 - 元プロ野球選手
- 加藤聡 - 元プロ野球選手
- 森山周 - 元プロ野球選手、コーチ
- 中野誠吾 - 元プロ野球選手
- 山本拓司 - 元プロ野球選手
- 松田啄磨 - プロ野球選手（東北楽天ゴールデンイーグルス）
- 石橋晴行 - 元プロバスケットボール選手、コーチ：1996年卒業
- 寺下太基 - 元プロバスケットボール選手：2002年卒業
- 野々口航太 - プロバスケットボール選手：2007年卒業
- 吉田平 - 元プロバスケットボール選手：2004年卒業
- 田中千尋 - 元バスケットボール選手
- 橘章斗 - サッカー選手
- 野口遼太 - サッカー選手
- 中山仁斗 - サッカー選手（クリアソン新宿所属）
- 藤本安之 - 元サッカー選手
- 薮内健人 - 元サッカー選手
- 山内達朗 - 元サッカー選手
- 松木政也 - 元サッカー選手
- 岡山和輝 - サッカー選手（Cento Cuore HARIMA）
- 濵田太郎 - サッカー選手（大分トリニータ）
- 朴昇利 - 元サッカー選手
- 吉武莉央 - サッカー選手（SC相模原）
- 赤塚ミカエル - サッカー選手（アスルクラロ沼津）
- 國廣周平 - 元サッカー選手
- 宮城晃太 - 元サッカー選手
- 湯本創也 - サッカー選手（EDO ALL UNITED）
- 山蔦一弘 - 元フットサル選手
- 山本将太 - ラグビー選手
- 大竹貴久 - 元バレーボール選手
- 岡本秀明 - 元バレーボール選手
- 山添信也 - 元バレーボール選手
- 高尾憲司 - 元陸上競技選手
- 中嶋平八 - キックボクサー
- 奈良くるみ - 元テニス選手
- 三浦愛 - レーシングドライバー
- 江畑秀範 - テコンドー選手

### その他
- 掘井健智 - 衆議院議員
- 松田直久 - 元衆議院議員、元津市長、元三重県議会議員、経営学部卒
- 栢木進 - 野洲市長
- 兎塚エイジ - イラストレーター
- 矢上裕 - 漫画家　※中退
- Mas Sawada - 音楽プロデューサー
- 林みのる - 童夢創業者 ※中退
- 永瀬忠志 - 冒険家、リヤカーで世界一周を果たした。
- 濱井正吾 - YouTuber、教育ジャーナリスト、ラジオパーソナリティ ※中退

## 教員
- 斉藤日出治 - 経済学部教授（社会経済論）
- 田嶋俊雄 - 経済学部教授（東アジア経済）
- 本山美彦　- 経済学部教授（世界経済論）
- 藤永壮 - 人間環境学部教授（東洋史）
- 山口隆 - デザイン工学部教授（建築論、設計デザイン、ロボット建築）
- 瀬島順一郎 - 教養部教授（心理学、行動分析）

## 過去の職員
- 新山隆史（元プロ野球選手）